# Agrotis rubrilinea
Agrotis rubrilinea är en fjärilsart som beskrevs av Walker 1856. Agrotis rubrilinea ingår i släktet Agrotis och familjen nattflyn. Inga underarter finns listade i Catalogue of Life.

## Bildgalleri

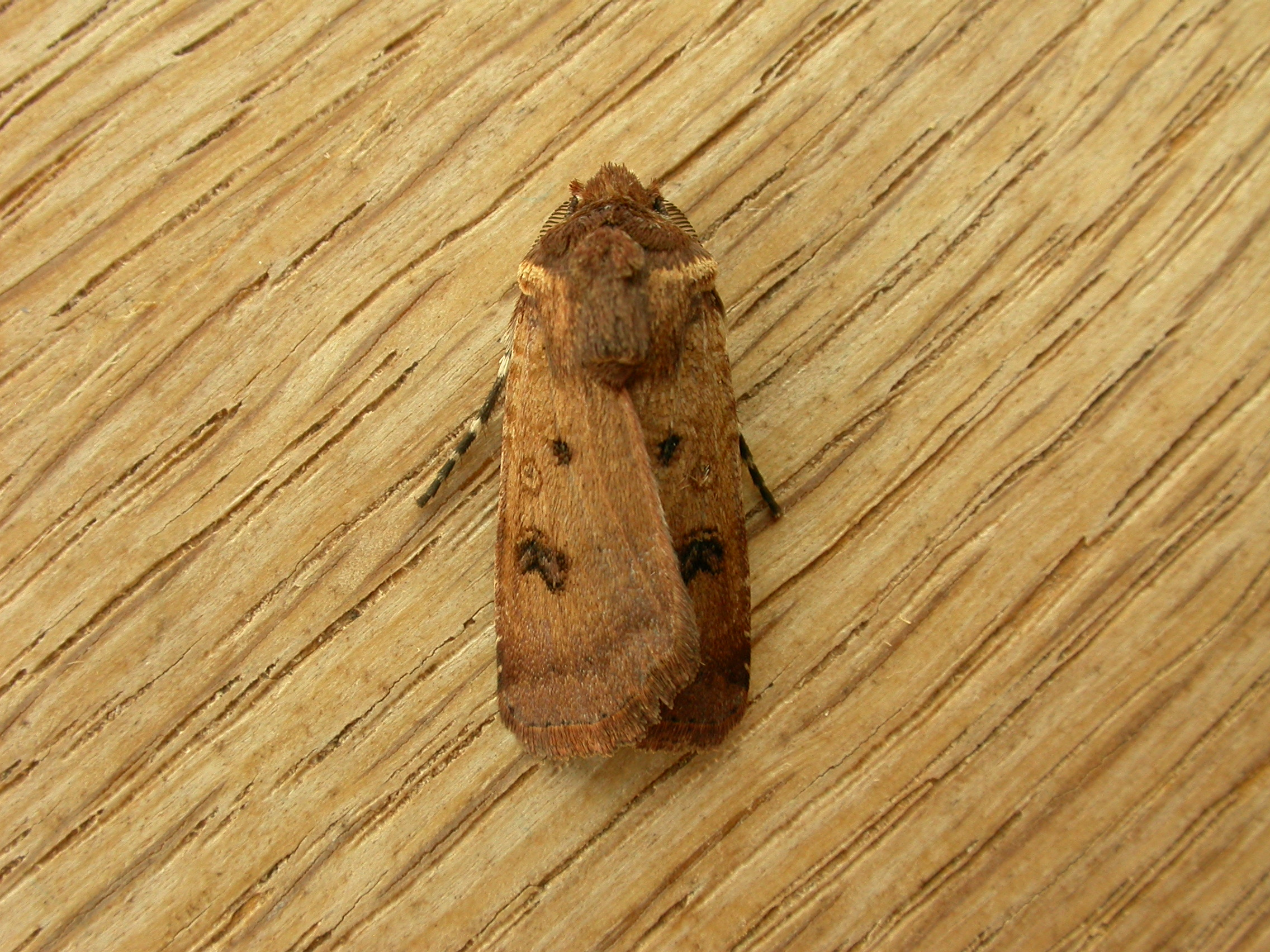
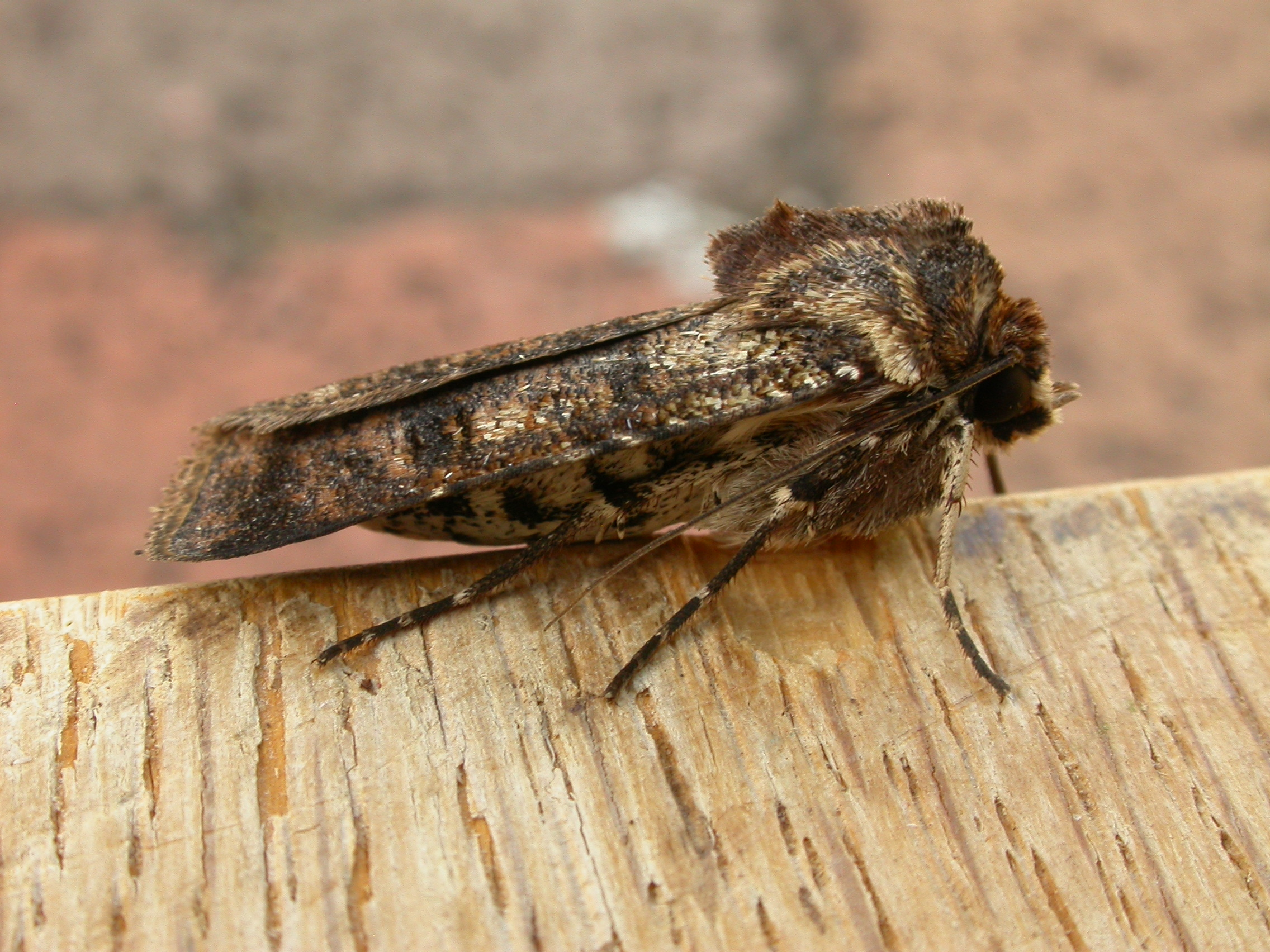
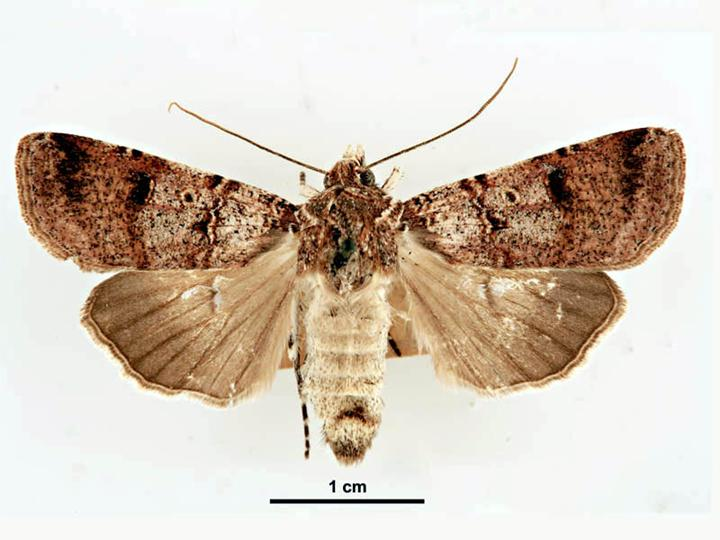